# Alfabeto albanés caucásico
El alfabeto albanés caucásico fue un sistema de escritura alfabético utilizado desde principio del siglo V para escribir el idioma albanés caucásico por los albaneses del Cáucaso, una civilización caucásica del noreste cuyo territorio comprendía partes de los actuales Azerbaiyán y Daguestán.
Fue una de las dos únicas escrituras nativas desarrolladas para hablantes de una lengua indígena del área caucásica, siendo la otra el alfabeto georgiano. El idioma armenio, el tercer idioma del Cáucaso con su propia escritura nativa, es una rama de la familia de lenguas indoeuropeas. La conquista islámica del Cáucaso hizo desaparecer la Iglesia Cristiana Albanesa y "todo excepto escasos rastros de su escritura se han perdido."
A pesar de su nombre, no tiene relación con el idioma albanés de los Balcanes, que se comenzó a escribir en alfabeto latino diez siglos después.

## Historia

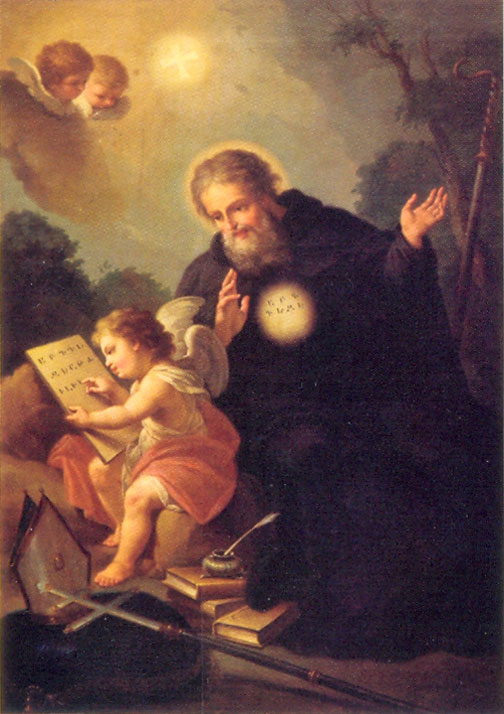
Mashtots inventó el alfabeto albanés tras crear el armenio.

Según Movses Kaghankatvatsi, el alfabeto albanés fue creado por Mesrop Mashtots, monje armenio, teólogo y traductor al que también se le atribuye la creación de la escritura armenia y a veces también la georgiana.
Koriun, alumno de Mesrop Mashtots, en su libro Vida de Mashtots, escribió sobre las circunstancias de su creación:
Luego vino y los visitó un anciano, un albanés llamado Benjamín. Y él, Mesrop Mashtots, preguntó y examinó la dicción bárbara del idioma albanés, y luego, a través de su habitual agudeza mental dada por Dios, inventó un alfabeto, que él, usando la gracia de Cristo, organizó y ordenó con éxito.
El alfabeto estuvo en uso desde su creación a principios del siglo V hasta el siglo XII, no solo formalmente por la Iglesia de Albania Caucásica, sino también con fines seculares.

### Legado
El idioma udí, hablado por unas 8.000 personas, principalmente en Azerbaiyán pero también en Georgia y Armenia, se considera el último continuador directo del idioma albanés caucásico.

## Redescubrimiento
Aunque se mencionó en fuentes antiguas, no se conoció de la existencia de ejemplos hasta su redescubrimiento en 1937 por una erudita georgiana, la profesora Ilia Abuladze, en Matenadaran MS No. 7117, un manual del siglo XV. Este manual presenta diferentes alfabetos para comparar: armenio, griego, latín, siríaco, georgiano, copto y albanés, entre ellos.
Entre 1947 y 1952, las excavaciones arqueológicas en Mingachevir bajo la guía de S. Kaziev encontraron una serie de artefactos con escritura albanesa: una base de piedra para el altar con una inscripción en su borde de 70 letras, y otros seis artefactos con textos breves (de entre 5 a 50 letras), incluyendo candelabros, un fragmento de azulejo y un fragmento de vasija.
La primera obra literaria descubierta en el alfabeto albanés apareció en un palimpsesto en el Monasterio de Santa Catalina en el Monte Sinaí en 2003; es un leccionario fragmentario que data de finales del siglo IV o principios del V d. C., que contiene versos de la segunda epístola a los Corintios 11, con un Patericon georgiano escrito encima. Jost Gippert, profesor de Lingüística Comparada en la Universidad de Frankfurt am Main, y otros han publicado este palimpsesto que contiene también lecturas litúrgicas extraídas del Evangelio de Juan.

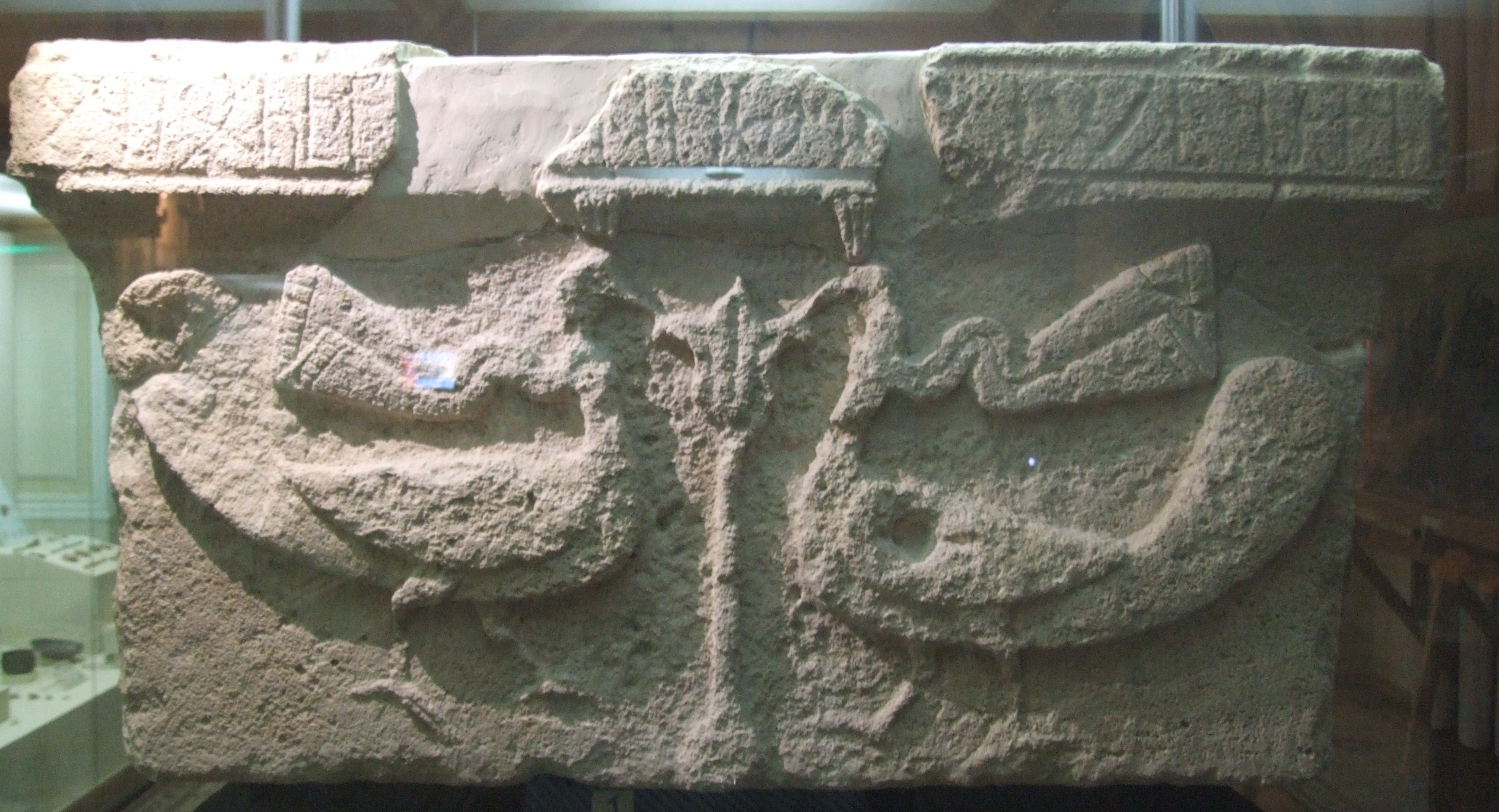
Base de altar del siglo V con inscripción en letras albanesas, encontrado en Mingachevir en 1949
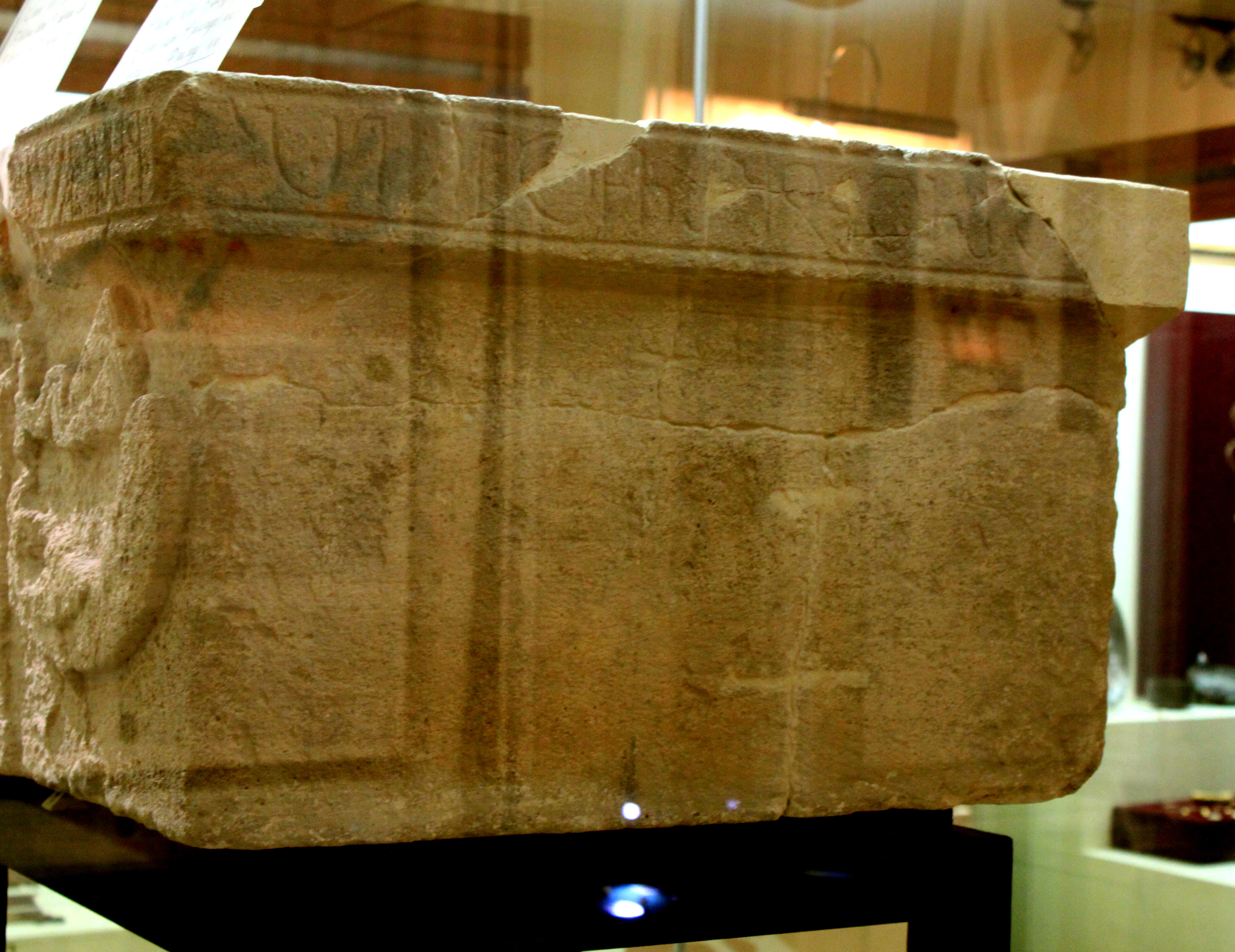
Letras del altar desde el lado derecho
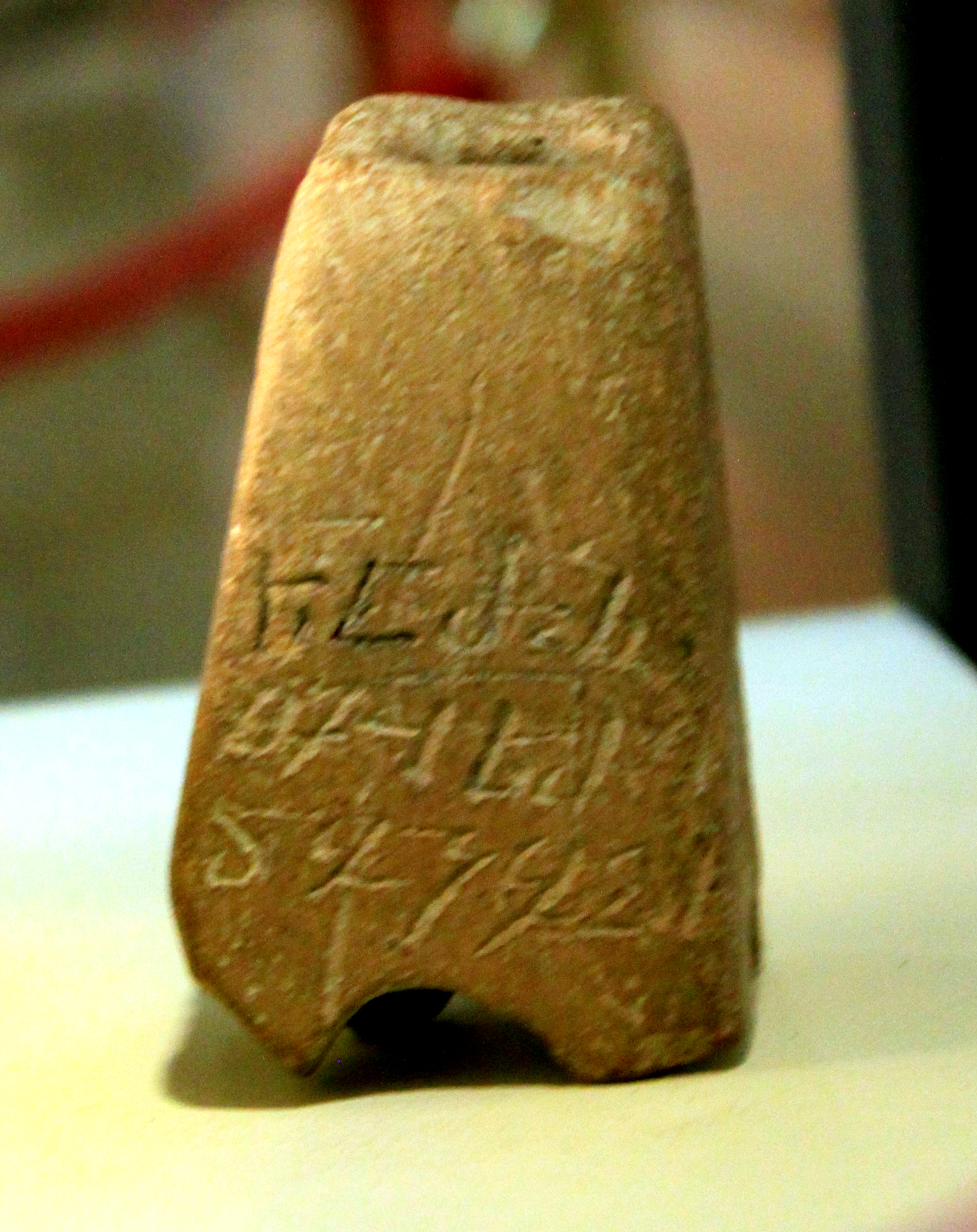
Fragmento encontrado en Mingachevir
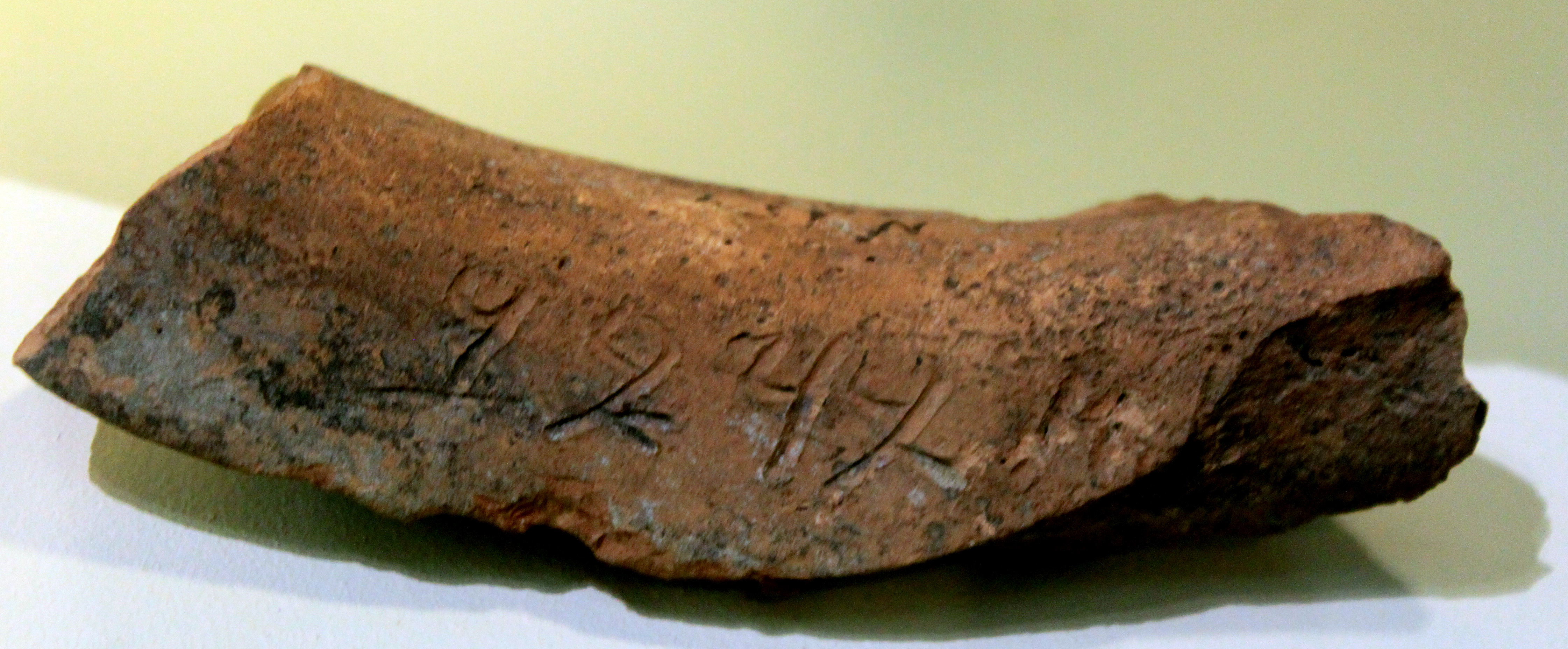
Otro fragmento de Mingachevir
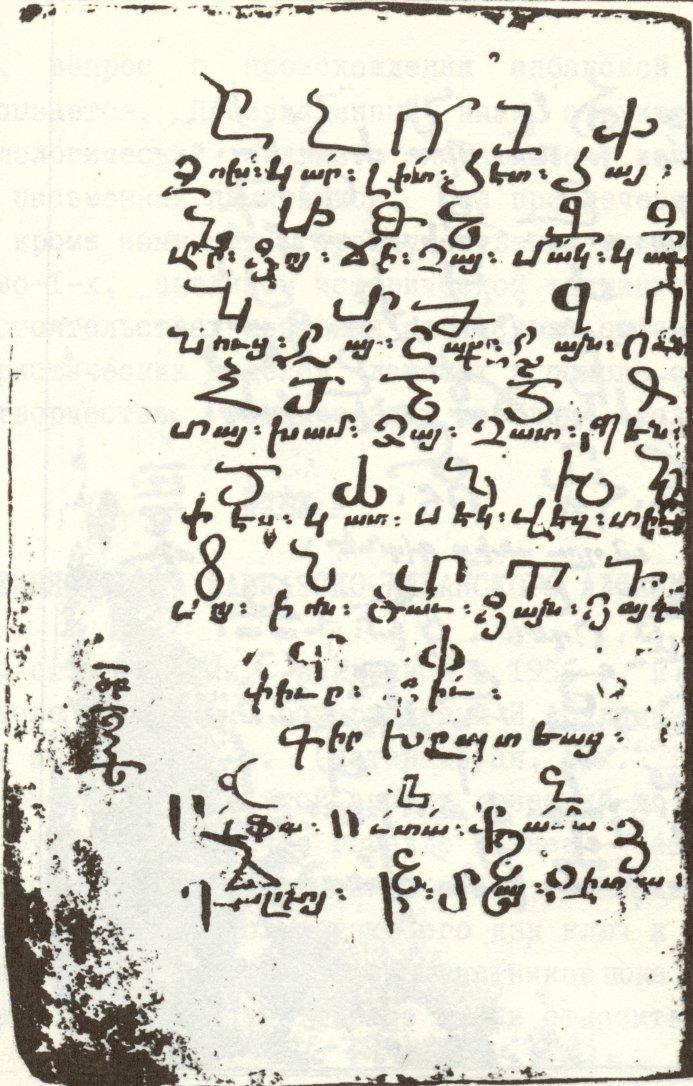
Matenadaran Ms. no. 7117, folio 142v
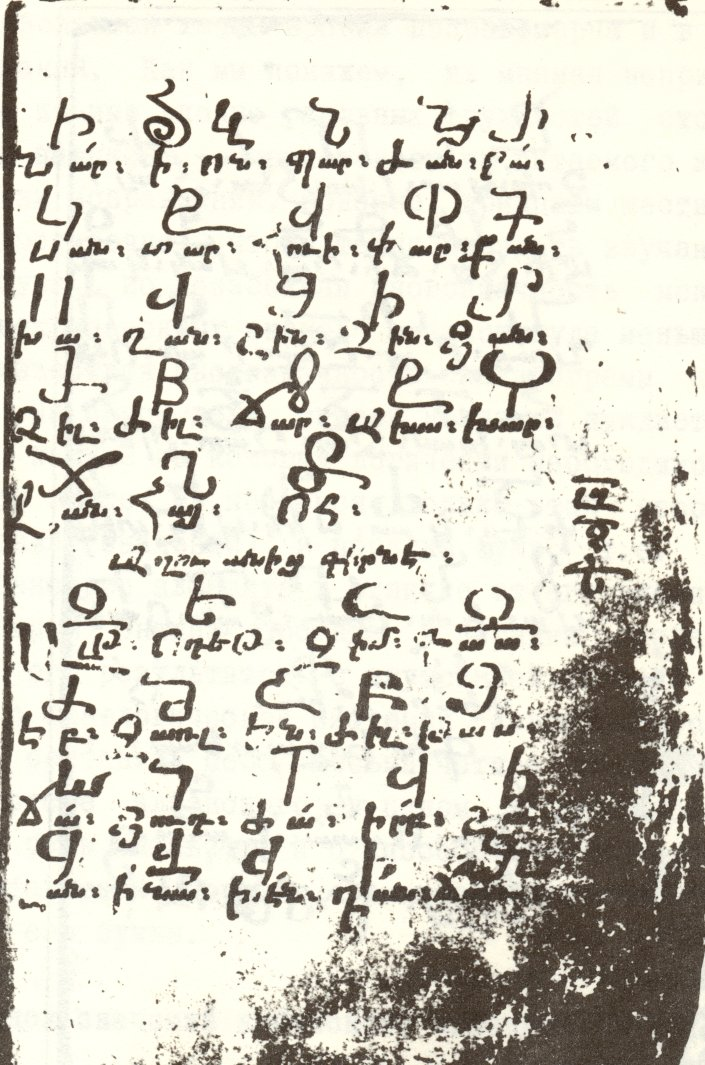
Ms. no.  7117, folio 142r

## Letras
Esta escritura consta de 52 caracteres, todos los cuales también pueden representar números del 1 al 700,000 cuando se agrega una marca de combinación arriba, abajo o ambos arriba y abajo, que es similar al copto. 49 de estas letras aparecen en los palimpsestos del Sinaí. También hay varios signos de puntuación, incluido un punto central, dos puntos de separación, un apóstrofe, marcas de párrafo y marcas de cita.
| Albanés caucásico | Albanés caucásico | Albanés caucásico | Albanés caucásico | Albanés caucásico | Albanés caucásico | Albanés caucásico | Albanés caucásico | Albanés caucásico | Albanés caucásico | Albanés caucásico | Albanés caucásico | Albanés caucásico | Albanés caucásico | Albanés caucásico | Albanés caucásico | Albanés caucásico |
| ----------------- | ----------------- | ----------------- | ----------------- | ----------------- | ----------------- | ----------------- | ----------------- | ----------------- | ----------------- | ----------------- | ----------------- | ----------------- | ----------------- | ----------------- | ----------------- | ----------------- |
| Letra             | 𐔰                 | 𐔱                 | 𐔲                 | 𐔳                 | 𐔴                 | 𐔵                 | 𐔶                 | 𐔷                 | 𐔸                 | 𐔹                 | 𐔺                 | 𐔻                 | 𐔼                 | 𐔽                 | 𐔾                 | 𐔿                 |
| Nombre            | alt               | bet               | gim               | dat               | eb                | zarl              | eyn               | zhil              | tas               | cha               | yowd              | zha               | irb               | sha               | lan               | inya              |
| Letra             | 𐕀                 | 𐕁                 | 𐕂                 | 𐕃                 | 𐕄                 | 𐕅                 | 𐕆                 | 𐕇                 | 𐕈                 | 𐕉                 | 𐕊                 | 𐕋                 | 𐕌                 | 𐕍                 | 𐕎                 | 𐕏                 |
| Nombre            | xeyn              | dyan              | car               | jhox              | kar               | lyit              | keyt              | qay               | aor               | choy              | chi               | cyay              | maq               | qar               | nowc              | dzyay             |
| Letra             | 𐕐                 | 𐕑                 | 𐕒                 | 𐕓                 | 𐕔                 | 𐕕                 | 𐕖                 | 𐕗                 | 𐕘                 | 𐕙                 | 𐕚                 | 𐕛                 | 𐕜                 | 𐕝                 | 𐕞                 | 𐕟                 |
| Nombre            | shak              | jayn              | on                | tyay              | fam               | dzay              | chat              | pen               | gheys             | rat               | seyk              | veyz              | tiwr              | shoy              | iwn               | cyaw              |
| Letra             | 𐕠                 | 𐕡                 | 𐕢                 | 𐕣                 |                   |                   |                   |                   |                   |                   |                   |                   |                   |                   |                   |                   |
| Nombre            | cayn              | yayd              | piwr              | kiw               |                   |                   |                   |                   |                   |                   |                   |                   |                   |                   |                   |                   |

## Unicode
El alfabeto albanés caucásico se agregó al estándar Unicode en junio de 2014 con el lanzamiento de la versión 7.0.
El bloque Unicode para albanés caucásico es U + 10530 – 1056F:
| Caucasian Albanian Official Unicode Consortium code chart (PDF)                     |   |   |   |   |   |   |   |   |   |   |   |   |   |   |   |   |
|                                                                                     | 0 | 1 | 2 | 3 | 4 | 5 | 6 | 7 | 8 | 9 | A | B | C | D | E | F |
| U+1053x                                                                             | 𐔰 | 𐔱 | 𐔲 | 𐔳 | 𐔴 | 𐔵 | 𐔶 | 𐔷 | 𐔸 | 𐔹 | 𐔺 | 𐔻 | 𐔼 | 𐔽 | 𐔾 | 𐔿 |
| U+1054x                                                                             | 𐕀 | 𐕁 | 𐕂 | 𐕃 | 𐕄 | 𐕅 | 𐕆 | 𐕇 | 𐕈 | 𐕉 | 𐕊 | 𐕋 | 𐕌 | 𐕍 | 𐕎 | 𐕏 |
| U+1055x                                                                             | 𐕐 | 𐕑 | 𐕒 | 𐕓 | 𐕔 | 𐕕 | 𐕖 | 𐕗 | 𐕘 | 𐕙 | 𐕚 | 𐕛 | 𐕜 | 𐕝 | 𐕞 | 𐕟 |
| U+1056x                                                                             | 𐕠 | 𐕡 | 𐕢 | 𐕣 |   |   |   |   |   |   |   |   |   |   |   | 𐕯 |
| Notas Desde la versión Unicode 13.0 Las áreas grises indican segmentos no asignados |   |   |   |   |   |   |   |   |   |   |   |   |   |   |   |   |